# Lipinia infralineolata
Lipinia inconspicua — вид сцинкоподібних ящірок родини сцинкових (Scincidae). Ендемік Індонезії.

## Поширення і екологія
Lipinia inconspicua мешкають на Сулавесі та на сусідніх островах, зокрема на Сангіхе і Бутоні. Вони живуть у вологих рівниних і гірських тропічних лісах.

## Збереження
МСОП класифікує цей вид як вразливий. Lipinia infralineolata загрожує знищення природного середовища.